# 9010 Candelo
9010 Candelo eller 1984 HM1 är en asteroid i huvudbältet som upptäcktes den 27 april 1984 av den italienska astronomen Vincenzo Zappalà vid La Silla-observatoriet. Den är uppkallad efter Candelo i Italien.